# Шаньдунские горы
Шаньду́нские го́ры — горы на востоке Китая, в провинции Шаньдун.
Шаньдунские горы протягиваются на расстоянии более 500 км (с перерывами). Максимальная высота достигает 1524 м. Горы сложены архейскими кристаллическими сланцами и гранитами, а также осадочными породами нижнего палеозоя. Сильно расчленены глубокими тектоническими долинами, развиты сбросы. Имеются участки дубовых лесов, заросли кустарников. Месторождение каменного угля.